# Heleu (filho de Perseu)
Hélio ou Heleu é um personagem da mitologia grega, considerado o fundador da cidade de Helos, na Lacónia. Foi um dos filhos de Perseu  e Andrómeda, que o deu à luz em Micenas; ele era o mais novo dos filhos de Perseu. Lutou ao lado de Anfitrião na ilha de Tafos, onde reinou depois, em conjunto com Céfalo.
A cidade de Helos foi, mais tarde, conquistada e escravizada pelos dórios, e seus habitantes tornaram-se os escravos dos lacedemônios - segundo Pausânias, daí que deriva o nome dos hilotas, pois eles eram de Helos. Segundo Éforo, citado por Estrabão, foi o segundo rei ágida, Ágis, filho de Eurístenes, que obrigou todas as cidades da Lacónia a serem submissas a Esparta, porém apenas Helos se revoltou; como resultado, eles foram reduzidos à escravidão, com a ressalva que nenhum senhor poderia libertá-los ou vendê-los para fora do país, uma situação que perdurou até o tempo dos romanos.